# Loundogo
Pour les articles homonymes, voir Loundogo (homonymie).
Ne doit pas être confondu avec Guirb-Loundogo.
Loundogo est une localité située dans le département de Kaya de la province du Sanmatenga dans la région Centre-Nord au Burkina Faso.

## Géographie
Loundogo est situé à 1,5 km au nord-ouest de Napalgué, à environ 30 km au nord-ouest du centre de Kaya, la principale ville de la région. Le village est à environ 15 km au nord de la route régionale 14 reliant Kaya à Mané.

## Éducation et santé
Le centre de soins le plus proche de Loundogo est le centre de santé et de promotion sociale (CSPS) de Napalgué tandis que le centre hospitalier régional (CHR) se trouve à Kaya.
Loundogo possède un centre d'alphabétisation.